# Râul Pop, Jijia
Râul Pop este un curs de apă, afluent al râului Jijia. 